# Lisa Berkani
Lisa Lucette Djamila Berkani (Beaumont, 19 maggio 1997) è una cestista francese.

## Carriera
Con la Francia ha disputato i Campionati mondiali del 2022.
Con la Francia under 18 ha vinto i Campionati mondiali 3x3 Under-18 del 2015.
È stata selezionata dalle Minnesota Lynx al secondo giro del Draft WNBA 2017 (24ª scelta assoluta).